# Jean-Louis Pascal
Jean-Louis Pascal (París, 1837-París, 1920) fue un arquitecto francés.

## Biografía
Nacido el 4 de junio de 1837 en París, ingresó en la Escuela de Bellas Artes en 1855 y fue alumno de Questel. Ganó el primer premio de Roma en 1866. En el Salón de 1866, expuso un Projet pour le Corps législatif de la Haye y en la Exposición Universal de 1867 destacaron sus diseños para una Escalier du palais d'un souverain y un Hospice dans les montagnes. En los años siguientes, los Salones recibieron de él numerosos estudios arquitectónicos sobre diversos monumentos de la antigua Italia y el Renacimiento, además de proyectos para palacios e iglesias. En concreto, en 1875 presentó un proyecto para la basílica del Sagrado Corazón de Montmartre, y en 1888, un proyecto para una facultad mixta de medicina y farmacia para la ciudad de Burdeos.
Fue responsable del monumento de Henri Regnault (en colaboración con Coquart), del monumento de Michelet, del de Rose Anaïs en Fécamp, de la capilla de la Virgen de la catedral de La Rochelle, de la facultad de medicina de Burdeos y de hôtels para Bouguereau y Perrault, así como de obras para el Banco de Francia y la Biblioteca Nacional de Francia. Pascal, que fue elegido en 1890 miembro del Instituto, llenando la vacante dejada por Louis-Jules André, y que también llegó a ser nombrado miembro correspondiente del Royal Institute of British Architects, falleció el 16 de mayo de 1920 en París.